# Kuklî, Manevîci
Kuklî (în ucraineană Кукли) este localitatea de reședință a comunei Kuklî din raionul Manevîci, regiunea Volînia, Ucraina.

## Demografie
Componența lingvistică a localității Kuklî
     Ucraineană (99,76%)
     Alte limbi (0,24%)
Conform recensământului din 2001, majoritatea populației localității Kuklî era vorbitoare de ucraineană (99,76%), existând în minoritate și vorbitori de alte limbi.